# Opus Majus

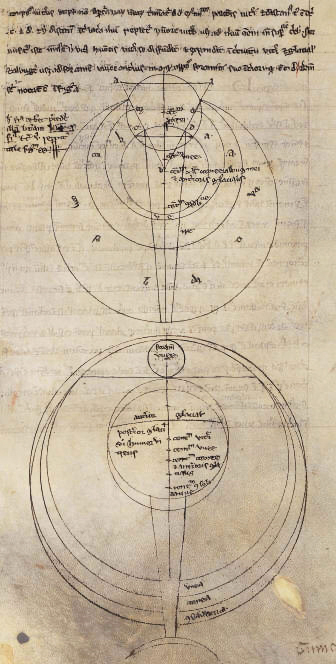
Bacons optische studies, van Opus Majus

Het Opus Majus (Latijn voor 'Groter werk') is het belangrijkste werk van Roger Bacon. Het werd geschreven in middeleeuws Latijn, op verzoek van paus Clemens IV, om het werk dat Bacon had ondernomen uit te leggen. De 840 pagina's tellende verhandeling strekt zich uit over alle aspecten van de natuurwetenschappen, van grammatica en logica tot wiskunde, natuurkunde en filosofie. Bacon stuurde zijn werk in 1267 naar de paus, vergezeld van een brief van toewijding die werd gevonden door F. A. Gasquet in de Vaticaanse Bibliotheek en gepubliceerd in 1897. Later werd het hetzelfde jaar gevolgd door een kleiner tweede werk, zijn Opus Minus, bedoeld als een samenvatting van het langere werk, kort daarop gevolgd door een derde werk, Opus Tertium, als een inleiding op de andere twee.

## Inhoud

Opus maius

Het Opus Majus is verdeeld in zeven delen:
- Deel een beschouwt de obstakels voor echte wijsheid en waarheid, classificeren de oorzaken van fouten (offendicula) in vier categorieën: het volgen van een zwakke of onbetrouwbare autoriteit, gewoonte, de onwetendheid van anderen, en het verbergen van de eigen onwetendheid door beweerde kennis.
- Deel twee beschouwt de relatie tussen filosofie en theologie, en concludeerde dat theologie (en in het bijzonder Heilige Schrift) de basis is van alle wetenschappen.
- Deel drie bevat een studie van Bijbelse talen: Latijn, Oudgrieks, Hebreeuws en Arabisch, alle kennis van taal en grammatica is noodzakelijk om geopenbaarde wijsheid te begrijpen.
- Deel vier, het belangrijkste deel van zijn Opus, bevat een studie van Wiskunde: als onderdeel van de studie van de wiskunde, had hij zich levendig aangetrokken tot de tekortkomingen in de juliaanse kalender. Hij had voorgesteld om elke 125 jaar vanaf 325 CE (Eerste Concilie van Nicea) een dag te laten vallen. Hij noteerde ook het verschuiven van de equinoxen en de solsticen.[1] In de inleiding over geometrie en perspectief staat Bacons pleidooi voor het aanschouwelijk maken van Gods Woord middels afbeeldingen. Hij stelt nieuwe eisen aan de beeldende kunst en die zouden inderdaad leiden tot de nieuwe 'natuurstijl' van de Renaissance, het 'eerst' uitgevoerd door de schilder Giotto.
- Deel vijf bevat een studie van Optica: De studie van optica in deel vijf lijkt te putten uit het werk van de Arabische schrijvers  Kindi en Alhazen, inclusief een bespreking van de fysiologie van gezichtsvermogen, de anatomie van het  oog en de  hersenen, en beschouwt licht, afstand, positie en grootte, direct zicht,  gereflecteerd zicht, en breking, spiegels en  lenzen.
- Deel zes,  De scientia experimentalis , een studie van experimentele wetenschap: Het omvat een bespreking van alchemie en de vervaardiging van buskruit en van de posities en maten van de hemellichamen, en anticipeert later op  uitvindingen, zoals de microscoop, telescoop, bril, vliegmachine, hydraulica en het stoomschip. De occulte boventonen van deze sectie weerspiegelen de interesse van Bacon in magie, waarover hij ook schreef in  De secretis operibus artis et naturae, et de nullitate magiae . Het had een grote invloed op John Dee's theorie van' 'Archemastrie' '.[2]
- Deel zeven beschouwt moraalfilosofie en ethiek.

Een onvolledige versie van Bacons Opus Majus werd uitgegeven door William Bowyer in Londen in 1733. Het werd uitgegeven door Samuel Jebb uit een manuscript bij Trinity College, Cambridge dat het zevende deel wegliet.
Zoals een recent wetenschappelijk werk benadrukt, kan dit belangrijke werk niet alleen op zinvolle wijze worden gelezen in de context van de geschiedenis van de wetenschap en filosofie, maar moet ook Bacons religieuze toewijding aan de franciscanen in overweging worden genomen. "Zijn Opus Majus was een pleidooi voor hervorming, gericht tot het opperste geestelijke hoofd van het christelijke geloof, geschreven tegen een achtergrond van apocalyptische verwachtingen, gezien de rijzende zorgen van de broeders. Het was bedoeld om de training voor  missionarissen te verbeteren en om nieuwe vaardigheden aan te reiken die ingezet konden worden bij de verdediging van de christelijke wereld tegen de vijandelijkheid van niet-christenen en de antichrist ".